# Критична маса
 Тази статия е за понятието от ядрената физика.  За събитието вижте Критична маса (колоездене).  За софтуерния термин вижте Критична маса (софтуер).
Критична маса е понятие от ядрената физика, обозначаващо минималната маса (количество) на материал, способен ефективно поддържане на верижна реакция на ядрено делене. По-точно определение е дадено в статията „Атомна бомба“.
Понятието се използва и в астрономическата теория на „големия взрив“ и „големия срив“, обозначавайки необходимото количество материя за генериране на гравитационна сила, достатъчна за поддържане на разширението на Вселената.
Журналисти, публицисти и др. често използват понятието в преносен смисъл, когато имат предвид количество (пари, брой хора, брой предприятия и пр.), необходимо или достатъчно за постигане на търсен ефект или резултат, напр. „критична маса от публична подкрепа“ или „критична маса от абонати, за да може да бъде поддържан частен HD спортен канал“, или „в града трябва да има критична маса от промишлени предприятия, за да може да бъде привлечен повече бизнес отвън“, и т.н.